# دنيبرو أرينا
ملعب دنيبرو أرينا هو ملعب كرة قدم يقع في مدينة دنبروبتروفسك الأوكرانية . يسع الملعب لجلوس 31,003 متفرج . يعتبر الملعب الرسمي الذي يخوض فيه نادي دنيبرو دنبروبتروفسك مبارياته . تم افتتاح الملعب في سنة 2008 .